# Agricultura familiar

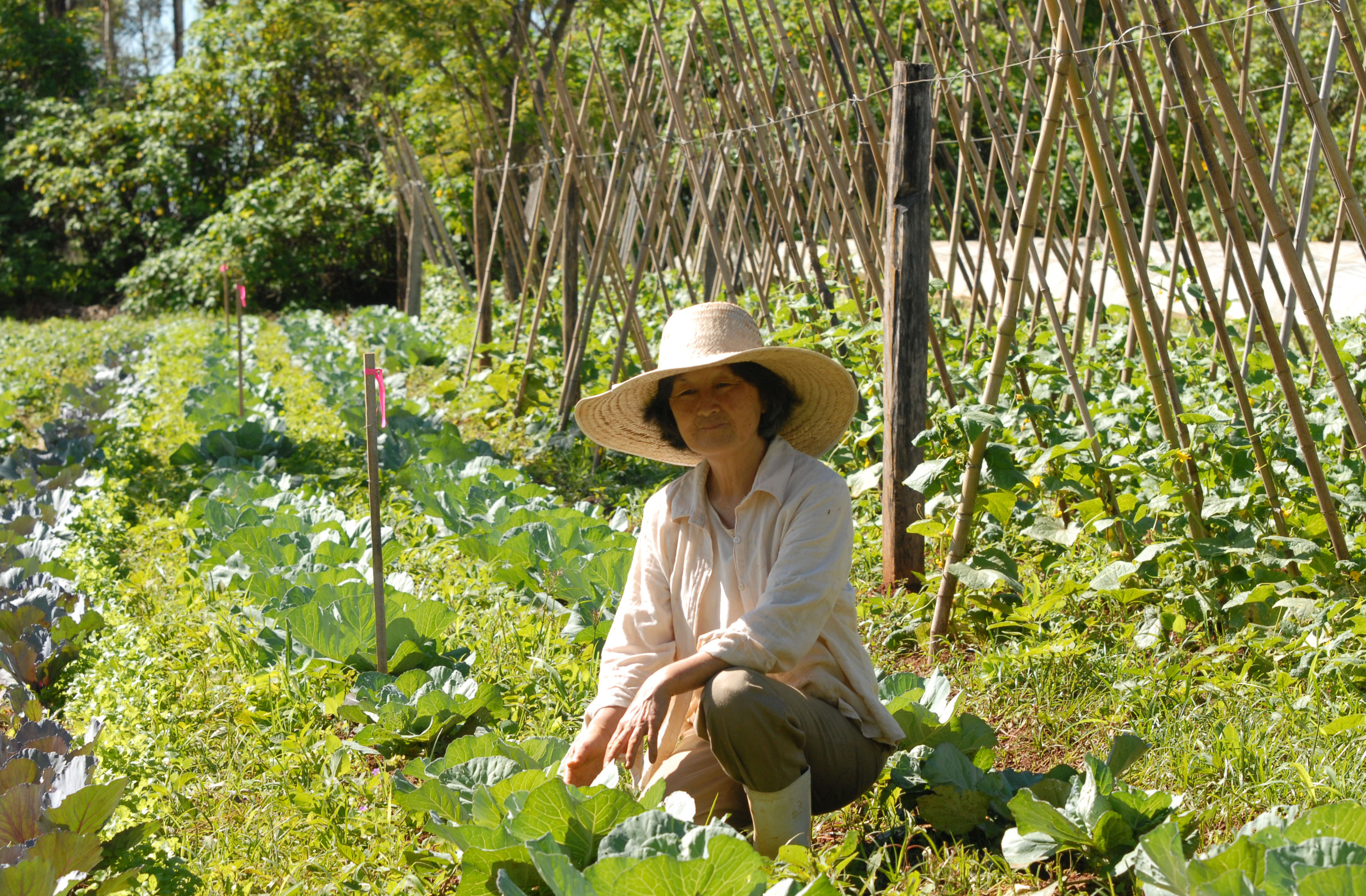
Agricultura orgânica no Distrito Federal, no Brasil. Na horticultura, predomina a agricultura familiar.

Agricultura familiar é o cultivo da terra realizado por pequenos proprietários rurais, tendo como mão de obra, essencialmente, o núcleo familiar ― em contraste com a agricultura patronal, que utiliza trabalhadores contratados, fixos ou temporários, em propriedades médias ou grandes, sendo que ambas são componentes importantes da cadeia do Agronegócio
Em 2021, a agricultura familiar era responsável por cerca de 35% dos alimentos produzidos no mundo.

## Brasil

### História
Segundo o economista Ricardo Abramovay, da Faculdade de Economia, Administração e Contabilidade da Universidade de São Paulo, a oposição entre "agricultura familiar" e "agricultura patronal" é de natureza social ― entre a agricultura que se apoia fundamentalmente na unidade entre gestão e trabalho de família e aquela em que se separam gestão e trabalho. De acordo com o economista, o modelo adotado pelo Brasil, o patronal, não foi o que prevaleceu em países como os Estados Unidos, onde, historicamente, a ocupação do território baseou-se na unidade entre gestão e trabalho, e a agricultura baseou-se inteiramente na estrutura familiar. Abramovay ressalta que os países que mais prosperaram na agricultura foram aqueles nos quais a atividade teve base familiar e não patronal, enquanto que os países que dissociaram gestão e trabalho tiveram, como resultado social, uma imensa desigualdade econômica.
Maria Nazareth Baudel Wanderley, da Universidade Federal de Pernambuco, argumenta que a noção de "agricultura familiar" deve ser entendida de forma genérica como "aquela em que a família, ao mesmo tempo em que é proprietária dos meios de produção, assume o trabalho no estabelecimento produtivo". O caráter familiar desse modelo de agricultura não é um mero detalhe superficial e descritivo, mas "o fato de uma estrutura produtiva associar família–produção–trabalho tem consequências fundamentais para a forma como ela age econômica e socialmente". Sobre este tema da estratégia familiar como central, Wanderley argumenta, de forma complementar, que "mais do que a diferença quanto aos níveis de renda auferida, que apenas reconstrói o perfil momentâneo dos agricultores familiares, é a diferenciação das estratégias familiares que está na origem da heterogeneidade das formas sociais concretas da agricultura familiar".
Ao contrário do que defende Abramovay, Wanderley argumenta que o agricultor familiar não é um personagem novo na sociedade contemporânea (produto da ação do Estado), desvinculado do seu passado camponês, mas, ao contrário, os agricultores familiares seriam portadores de elementos de ruptura com o seu passado camponês ao mesmo tempo em que mantêm algumas continuidades. Nas palavras de Wanderley: os agricultores familiares "são portadores de uma tradição (cujos fundamentos são dados pela centralidade da família, pelas formas de produzir e pelo modo de vida), mas devem adaptar-se às condições modernas de produzir e de viver em sociedade". uma vez que estão inseridos no mercado moderno e são influenciados pela sociedade englobante e pelo Estado.

#### Novo personagem político
A emergência do agricultor familiar como personagem político é recente na história brasileira. Nas duas últimas décadas, vem ocorrendo um processo complexo de construção da categoria "agricultura familiar" enquanto modelo de agricultura e identidade política de grupos de agricultores.
A literatura sobre a agricultura familiar aponta que, desde meados da década de 1990, vem ocorrendo um processo de reconhecimento e de criação de instituições de apoio a este modelo de agricultura. Foram criadas políticas públicas específicas de estímulo aos agricultores familiares (como o Programa Nacional de Fortalecimento da Agricultura Familiar – PRONAF, em 1995), secretarias de governo orientadas exclusivamente para trabalhar com a categoria (como a Secretaria da Agricultura Familiar criada em 2003 no âmbito do Ministério do Desenvolvimento Agrário - MDA, criado em 1998), promulgou-se em 2006 a Lei da Agricultura Familiar, reconhecendo oficialmente a agricultura familiar como profissão no mundo do trabalho e foram criadas novas organizações de representação sindical com vistas a disputar e consolidar a identidade política de agricultor familiar (como a Confederação Nacional dos Trabalhadores e Trabalhadoras na Agricultura Familiar do Brasil – CONTRAF-BRASIL-CUT) e a CONFETRAF BRASIL - Confederação Nacional dos Trabalhadores e Trabalhadoras na Agricultura Familiar do Brasil. Além do mais, a elaboração de um caderno especial sobre a Agricultura Familiar com os dados do Censo Agropecuário de 2006 contribuiu para evidenciar a importância social e econômica desta categoria de agricultores no país.
O sociólogo e professor da Universidade Federal de Santa Maria Everton Lazzaretti Picolotto aponta que o reconhecimento da categoria agricultura familiar tem se dado de três formas principais, distintas, mas complementares entre si. A primeira diz respeito ao aumento de sua importância política e dos atores que se constituíram como seus representantes (com a formação da Federação Nacional dos Trabalhadores e Trabalhadoras na Agricultura Familiar como organização específica de agricultores familiares e, de outro lado, com a reorientação política da Confederação Nacional dos Trabalhadores na Agricultura – CONTAG, que, a partir de meados dos anos 1990, passou a fazer uso da categoria "agricultor familiar"). A segunda se refere ao reconhecimento institucional propiciado pela definição de espaços no governo, definição de políticas públicas e pela Lei da Agricultura Familiar. E a terceira advém do trabalho de reversão das valorações negativas que eram atribuídas a este modelo de agricultura, tais como: atrasada, ineficiente e inadequada. Por meio de uma luta simbólica movida pelo sindicalismo, por setores acadêmicos e por algumas instituições governamentais, a agricultura familiar passou a ser associada com adjetivos considerados positivos, tais como: moderna, eficiente, sustentável, solidária e produtora de alimentos. Tais reversões de valores estão intimamente vinculadas ao processo de construção da agricultura familiar enquanto modelo de agricultura do tempo presente e o agricultor familiar, seu sujeito, passa a ser um personagem político importante no cenário nacional.

### Legislação
No Brasil, a agricultura familiar foi assim definida na Lei n.º 11 326, de 24 de julho de 2006:
Art. 3.º Para os efeitos desta Lei, considera-se agricultor familiar e empreendedor familiar rural aquele que pratica atividades no meio rural, atendendo, simultaneamente, aos seguintes requisitos:
I - não detenha, a qualquer título, área maior do que quatro módulos fiscais;
II - utilize predominantemente mão de obra da própria família nas atividades econômicas do seu estabelecimento ou empreendimento;
III - tenha renda familiar predominantemente originada de atividades econômicas vinculadas ao próprio estabelecimento ou empreendimento;
IV - dirija seu estabelecimento ou empreendimento com sua família.
§ 1.º O disposto no inciso I do caput deste artigo não se aplica quando se tratar de condomínio rural ou outras formas coletivas de propriedade, desde que a fração ideal por proprietário não ultrapasse quatro módulos fiscais.
§ 2.º São também beneficiários desta Lei:
I - silvicultores que atendam simultaneamente a todos os requisitos de que trata o caput deste artigo, cultivem florestas nativas ou exóticas e que promovam o manejo sustentável daqueles ambientes;
II - aquicultores que atendam simultaneamente a todos os requisitos de que trata o caput deste artigo e explorem reservatórios hídricos com superfície total de até 2 hectares) ou ocupem até 500 metros cúbicos de água, quando a exploração se efetivar em tanques-rede;
III - extrativistas que atendam simultaneamente aos requisitos previstos nos incisos II, III e IV do caput deste artigo e exerçam essa atividade artesanalmente no meio rural, excluídos os garimpeiros e faiscadores;
IV - pescadores que atendam simultaneamente aos requisitos previstos nos incisos I, II, III e IV do caput deste artigo e exerçam a atividade pesqueira artesanalmente.
V - povos indígenas que atendam simultaneamente aos requisitos previstos nos incisos II, III e IV do caput do art. 3º;
VI - integrantes de comunidades remanescentes de quilombos rurais e demais povos e comunidades tradicionais que atendam simultaneamente aos incisos II, III e IV do caput do art. 3º.

### Importância econômica

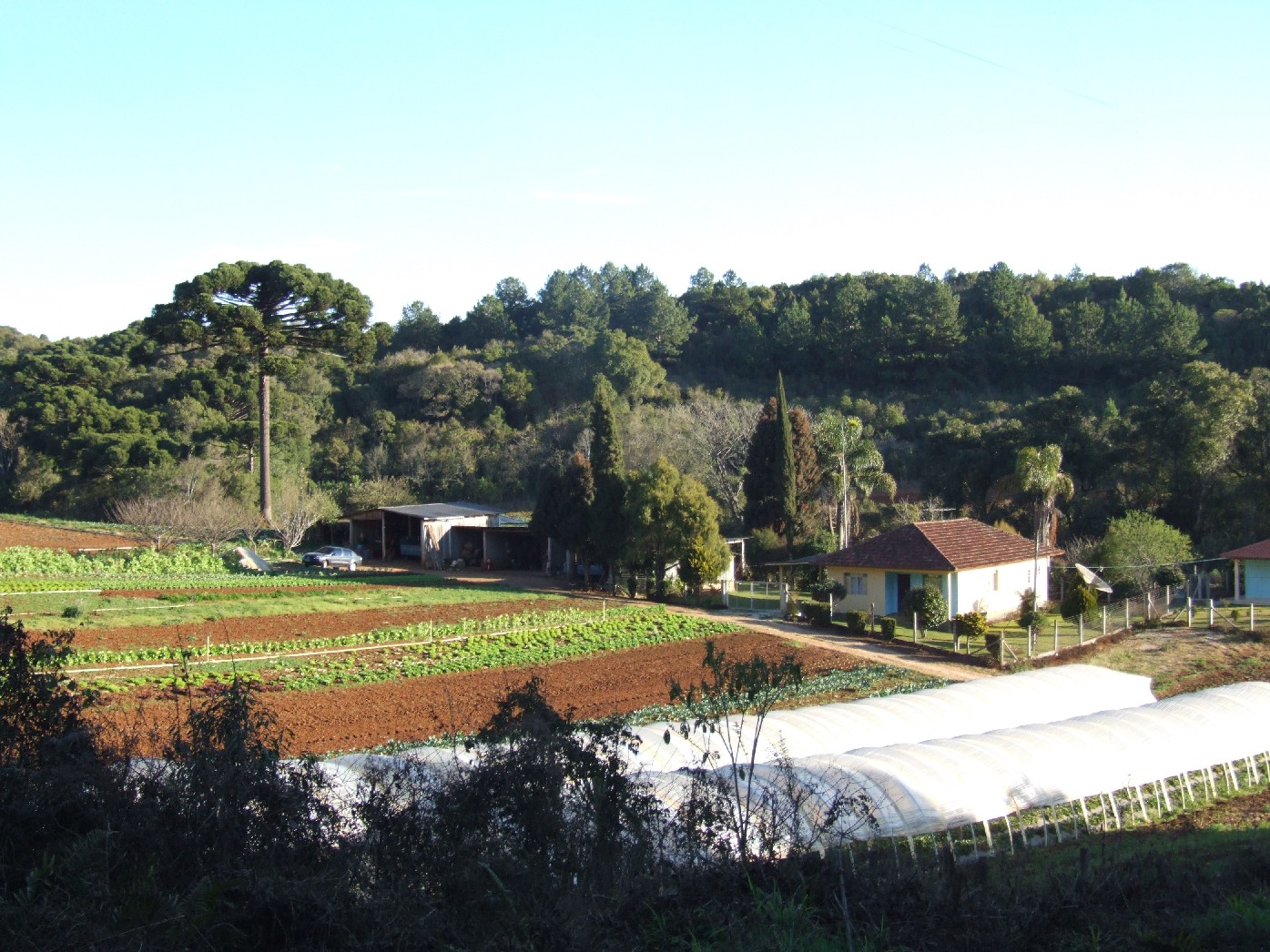
Horticultura em Almirante Tamandaré, no Paraná, onde 50% da produção agrícola vem da agricultura familiar.

Embora com frequência apareçam em jornais e revistas a informação de que a agricultura familiar no Brasil seria responsável por cerca de 70% dos alimentos consumidos pelas famílias brasileiras  e que a produção familiar equivaleria a 10% do produto interno bruto (PIB) brasileiro, estes valores são bastante questionáveis.
Segundo o professor Hoffmann (2014, 420): "É praticamente impossível avaliar, com precisão razoável, qual é a parcela da matéria-prima usada na produção dos alimentos consumidos no Brasil que se origina da produção da agricultura familiar."
Hoffmann (2014) afirma que o próximo que podemos afirmar é que menos de 25% do total das despesas das famílias brasileiras com alimentos advém da produção da agricultura familiar.
Em 2006, a agricultura familiar produziu 83,2% da mandioca, 69,6% do feijão, 45,6% do milho, 38% do café, 33,1% do arroz e 21,2% do trigo do Brasil. Na pecuária, é responsável por 60% da produção de leite, al"m de 59% do rebanho suíno, 50% das aves e 30% dos bovinos do país. Além disso, a agricultura familiar tem um papel preponderante no cultivo de determinadas culturas, como por exemplo a do gergelim e a do maracujá.
Segundo dados do Censo Agropecuário de 2006, 84,4% do total de propriedades rurais brasileiras pertencem a grupos familiares. São aproximadamente 4,4 milhões de unidades produtivas, sendo que a metade delas está na Região Nordeste. Esses estabelecimentos representavam 84,4% do total, mas ocupavam apenas 24,3% (ou 80,25 milhões de hectares) da área destinada a estabelecimentos agropecuários brasileiros. Já os estabelecimentos não familiares representavam 15,6% do total e ocupavam 75,7% da área de produção.
Ainda segundo o Censo Agropecuário de 2006, a agricultura familiar responde por 37,8% do Valor Bruto da Produção Agropecuária (calculado com base no volume da produção e nos preços médios de mercado). De acordo com a Secretaria de Agricultura Familiar, aproximadamente 13,8 milhões de pessoas trabalham em estabelecimentos familiares, o que corresponde a 77% da população ocupada na agricultura.
Entre os estados brasileiros, a agricultura familiar tem especial destaque no Paraná. Das 374 mil propriedades rurais no estado, 320 mil pertencem a agricultores familiares. Quase 90% dos trabalhadores estão vinculados à agricultura familiar. O Paraná tem uma expectativa de safra de 30 milhões de toneladas de grãos, e mais de 50% do valor bruto da produção vem da agricultura familiar. 1/3 das terras do estado são agricultáveis, e a maior parte está em propriedades com menos de 50 hectares.

#### Plano Safra da Agricultura Familiar
| Período   | Recursos (R$ bilhões) | Recursos (R$ bilhões) | Taxas de juros (% ao ano) | Taxas de juros (% ao ano) |
| Período   | Crédito Pronaf        | Total                 | Mínima                    | Máxima                    |
| --------- | --------------------- | --------------------- | ------------------------- | ------------------------- |
| 2012-2013 | 18,0                  | 22,3                  | 0,5                       | 4,0                       |
| 2013-2014 | 21,0                  | 39,0                  | 0,5                       | 3,5                       |
| 2014-2015 | 24,1 (+14,7%)         |                       | 0,5                       | 3,5                       |
| 2015-2016 | 28,9 (+19,9%)         |                       | 0,5                       | 5,5                       |
| 2025-2026 | 78,2                  | 89,0                  | 2,0                       | 5,0                       |

### Agricultura Familiar vs Agronegócio
A agricultura familiar e o agronegócio, muitas vezes vistos como setores concorrentes, na verdade, coexistem e se complementam no Brasil, formando uma relação interdependente dentro da cadeia produtiva agrícola. A agricultura familiar, responsável por uma parcela significativa da produção de alimentos consumidos internamente, como arroz, leite, feijão e hortaliças, desempenha um papel crucial na segurança alimentar brasileira. Além disso, ela consome e contribui com insumos essenciais para o agronegócio, como sementes e matérias-primas, e oferece mão de obra qualificada para diversas atividades agroindustriais. Ao contrário da visão que os contrapõe, a agricultura familiar compõe a cadeia do agronegócio brasileiro formando um ecossistema produtivo integrado, no qual a agricultura familiar tem importância socioeconômica fundamental, gerando emprego e renda em diversas regiões do país.  Atualmente os pequenos produtores também consomem e se beneficiam departe dos insumos, genética, equipamentos e práticas desenvolvidas para os médios e grandes produtores, porém o acesso ainda não foi massificado devido a desafios financeiros e falta de acesso a financiamento adequado. Estudos e relatórios governamentais confirmam que a agricultura familiar não apenas complementa, mas fortalece a cadeia do agronegócio, contribuindo para o desenvolvimento sustentável e para a preservação de recursos naturais. 

### Feira nacional
Em outubro de 2009, realizou-se, no Rio de Janeiro, a VI Feira Nacional da Agricultura Familiar e Reforma Agrária, na Marina da Glória. O evento teve suas quatro primeiras edições em Brasília, sendo esta a segunda no Rio de Janeiro. Seu objetivo é divulgar a importância do setor para a economia brasileira.
Em junho de 2010, realizou-se a VII Feira Nacional da Agricultura Familiar e Reforma Agrária - Brasil Rural Contemporâneo, em uma área de 30 mil metros quadrados montada na Concha Acústica do Lago Paranoá, em Brasília. O evento reuniu 650 empreendimentos familiares e mais de 550 toneladas de produtos de todas as regiões do País, além de incluir uma extensa programação cultural.

## Ano internacional da agricultura familiar

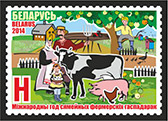
O ano internacional da agricultura familiar retratado em selo postal da Bielorrússia

Em dezembro de 2011, a Assembleia Geral das Nações Unidas declarou 2014 o Ano Internacional da Agricultura Familiar, reconhecendo o papel fundamental desse setor para a segurança alimentar no mundo. A Organização das Nações Unidas para Alimentação e Agricultura foi convidada a facilitar sua implementação, em colaboração com governos, instituições internacionais de desenvolvimento, organizações de agricultores e outras organizações relevantes do sistema das Nações Unidas, bem como organizações não governamentais relevantes.
O Ano Internacional da Agricultura Familiar (AIAF) 2014 visa a destacar o perfil da agricultura familiar e dos pequenos agricultores, focalizando a atenção mundial em seu importante papel na erradicação da fome e pobreza, provisão de segurança alimentar e nutrição, melhora dos meios de subsistência, gestão dos recursos naturais, proteção do meio ambiente e para o desenvolvimento sustentável, particularmente nas áreas rurais.